# ファミスタ (ゲームボーイ)
『ファミスタ』（Famista）はナムコが1990年9月14日に発売したゲームボーイ用ソフト。日本国内でのみ発売。

## 概要
ゲームボーイにおけるファミスタシリーズ第1作。ゲームシステムはファミコン版の『プロ野球ファミリースタジアム'88』をほぼ踏襲しており、1人用では14チームから1チームを選んで他の13チームと総当りで対戦して優勝を目指す。コンティニューはパスワード方式。なお、ウォッチモードは搭載されていない。
本作が初出の機能として、イニング数を5回と9回の2種類より選択可能な点が挙げられる。規定のイニングを終えて同点の場合でも引き分けは無く、決着するまで延長戦が続く。この仕様は、同じ携帯ハード向けの『ギアスタジアム』や『ワンダースタジアム』にも継承されている。
動作や打球はファミコン版より若干遅い。
CMには校庭で鉄棒にぶら下がっている少年2人が映されており、東京に引っ越す友人に「ファミスタを持っていけよ」と勧める内容。

## 登場するチーム
『ファミスタ'88』と同じ。リーグ分けは無く、全チームがファミスタリーグ（FAMISTA LEAGUE）所属となっている。カッコ内はモデルとなった実在のチーム（球団名は発売当時のもの）。
- ガイアンツ（読売ジャイアンツ）
- ドラサンズ（中日ドラゴンズ）
- カーズ（広島東洋カープ）
- ホイールズ（横浜大洋ホエールズ）
- スパローズ（ヤクルトスワローズ）
- タイタンズ（阪神タイガース）
- ライオネルズ（西武ライオンズ）
- バッカルーズ（近鉄バファローズ）
- ファイアーズ（日本ハムファイターズ）
- ホーネッツ（福岡ダイエーホークス）
- ブラボーズ（オリックス・ブレーブス）
- オリエンツ（ロッテオリオンズ）
- メジャーリーガーズ - アメリカ大リーグのオールスターチーム
- ナムコスターズ - ナムコキャラクターのオールスターチーム

## 球場
- どうむ - 東京ドームがモデルの空気圧式ドーム球場。人工芝グラウンド。
- なかはら - ライトスタンド後方に富士山を望む天然芝グラウンドの球場。ファウルグラウンドが狭く、スタンドが低いためホームランが出やすい。